# Сюань (правитель Бохая)
Сюань (личное имя Жэнь-сю) (кор. Сон-ван\Инсу) — 10-й император государства Бохай, правивший в 818—830 годах. Девиз правления — Цзянь-син (кор. Конхын).

## Правление
Во времена Сон-вана  произошло дальнейшее укрепление государства. При нем Пархэ контролировало земли полуострова Ляодун, значительную часть территорий Маньчжурии и Приморского края. Страна была разделена на 15 «подпровинций» бу, 62 области чу и имела пять столиц — «Верхнюю» (главную), находившуюся на севере, и еще четыре по сторонам света — Центральную, Западную, Восточную и Южную. Столицы с подчиненными им территориями были самыми крупными административными единицами Пархэ.
В правление Сон-вана Пархэ достигло такого расцвета, что страну стали называть Хэдон сонгук — «Процветающее государство к востоку от моря».
О названии Хэдон—«К востоку от моря»—следует сказать несколько слов особо. Поскольку Корейский полуостров, если смотреть на него со стороны Китая, лежит к востоку за Желтым (Западно-Корейским) морем, вполне естественно называть его «го- сударством к востоку от моря». С другой стороны, это название достаточно нейтрально, так как не связано с самоназванием какого- либо из государств, находившихся на Корейском полуострове. Поэтому в средние века — и в эпоху Корё (918–1392), и при династии Ли (1392–1910), Корею, помимо ее официальных названий, нередко именовали Хэдон или Тонгук — «Восточное государство».